# Ronit Avni
Ronit Avni és una pacifista israeliana. Llicenciada en ciències polítiques, ha militat a diverses organitzacions pacifistes i pels drets humans als territoris ocupats per Israel. Actualment és voluntària del Comitè Contra la Tortura a Israel.
Entre 2000 i 2003, va coproduir diversos curtmetratges i vídeos per a Internet per a l'organització pro-drets humans de Peter Gabriel (WITNESS). Ha escrit i produït un curtmetratge documental, Rise, amb l'Associació Revolucionària de Dones de l'Afganistan. Ha coeditat el llibre Video for Change: A Guide for Advocacy and Activism amb altres activistes de WITNESS.
És codirectora amb Julia Bacha i productora executiva del guardonat documental Encounter Point (2006). La pel·lícula ha estat a la selecció oficial a diversos festivals de cinema (Tribeca, Hot Docs, Jerusalem, Vancouver i San Francisco). Al festival de San Francisco va obtenir el premi del públic al millor documental.
També és la fundadora i directora de "Just Vision", una organització pacifista que intenta eixamplar les bases per a la pau entre palestins i israelians.